# Tibioploides arcuatus
Tibioploides arcuatus là một loài nhện trong họ Linyphiidae.
Loài này thuộc chi Tibioploides. Tibioploides arcuatus được Albert Tullgren miêu tả năm 1955.